# Guerra sueco-danesa (1657-1658)
La guerra sueco-danesa de 1657-1658, conocida en los países nórdicos como la primera guerra danesa de Carlos Gustavo, fue una guerra entre Suecia y Dinamarca-Noruega, con Holstein como aliado de los suecos. Cuando la guerra estalló, en 1657, Suecia se encontraba en una guerra contra Polonia y al mismo tiempo en otra contra Rusia, y su debilidad motivó que fuera atacada por Dinamarca, un reino que buscaba recuperar sus territorios perdidos ante Suecia en 1645.
El estallido de la guerra contra Dinamarca le dio un motivo al rey Carlos X Gustavo de Suecia para abandonar la campaña polaca e invadir Dinamarca. El conflicto, que puso en peligro la misma independencia danesa, terminó con una contundente victoria sueca y con el Tratado de Roskilde, que le arrebató aún más territorios a Dinamarca y a Noruega.

## Antecedentes
| Navíos que pagaron aranceles en el estrecho de Sonda (1601-1660) |                                                                  |
| ---------------------------------------------------------------- | ---------------------------------------------------------------- |
| Gráfico no disponible temporalmente debido a problemas técnicos. |                                                                  |
| Nota: Según Bowman, p. 337.                                      |                                                                  |
|                                                                  | Gráfico no disponible temporalmente debido a problemas técnicos. |

Antes de que se diera inicio a la guerra entre Dinamarca y Suecia, el rey Carlos X Gustavo de Suecia se encontraba ocupado en una guerra contra Polonia, que no había tenido los resultados esperados por los suecos, tras varias victorias en 1656. Además, Rusia le declaró la guerra a Suecia en 1656. Los Países Bajos, el Sacro Imperio Romano Germánico y España alentaron al rey Federico III de Dinamarca a atacar Suecia. En gran medida, el pueblo danés se oponía a la guerra, pero Federico III esperaba que con una guerra exitosa se incrementaría su poder frente al Consejo danés. Federico planeaba arrebatarle Bremen y Halland a Suecia, recobrar los territorios perdidos en el Tratado de Brömsebro de 1645 y acabar con la exención de impuestos que los suecos tenían en el Oresund.
El dominio del comercio del Báltico era muy importante en la Europa de la época: en 1650 en torno a tres cuartos de los buques mercantes europeos eran holandeses y la primera ruta comercial en tonelaje de esta flota era la báltica. Tres cuartas partes del capital de la Bolsa de Ámsterdam dependían del comercio báltico, que suponía un tercio de todo el europeo de entonces. Los barcos solían visitar la zona unas tres veces al año, trayendo a la Europa occidental tres tipos de mercancía principalmente: hierro y cobre (tanto en bruto como en forma de mosquetes, cañones y balas) provenientes de Suecia; material naval (mástiles, tablones, brea, trementina o potasa) de todas las tierras bálticas; y la mayor de todas, los alimentos, en especial el cereal —primordialmente centeno—, producido fundamentalmente en la Mancomunidad polaco-lituana pero exportada principalmente por Danzig. El abastecimiento de grano báltico era fundamental para la supervivencia de los Países Bajos, pues se calculaba que cerca de un millón de sus ciudadanos dependían de él para alimentarse.
| Rutas comerciales holandesas en el siglo XVII por tonelaje       |                                                                  |
| ---------------------------------------------------------------- | ---------------------------------------------------------------- |
| Gráfico no disponible temporalmente debido a problemas técnicos. |                                                                  |
| Nota: Según Bowman, p. 338.                                      |                                                                  |
|                                                                  | Gráfico no disponible temporalmente debido a problemas técnicos. |

## Plan ofensivo danés y situación de las fuerzas armadas

El plan ofensivo danés de 1657. Los territorios de los que esperaba adueñarse Dinamarca aparecen rayados.

La meta del Gobierno danés era la recuperación de los territorios perdidos en 1645. Para ello se preveía llevar a cabo varias ofensivas: un ejército debía atacar Bremen-Verden; otros dos debían actuar en pinza desde Båhuslen y Escania para recobrar Halland y finalmente un ejército noruego marcharía a reconquistar Jämtland y Härjedalen. Se esperaba que el ejército sueco, enfrascado en los combates en Polonia-Lituania, no podría resistir estas acometidas eficazmente.
Además de fiar la victoria en la incapacidad sueca para reaccionar, un importante defecto del plan danés era que las fuerzas armadas no se hallaban listas para la nueva contienda. La Armada estaba en buenas condiciones, pero no así el Ejército de Tierra. Los planes militares de 1652 para Dinamarca habían dispuesto que este debía contar con diez mil infantes y cinco mil jinetes que se sumarían a los nueve mil infantes y mil jinetes noruegos, todos ellos reclutados. Sin embargo, estas cifras no se pudieron alcanzar para cuando Copenhague declaró la guerra, lo que obligó al Gobierno a contratar mercenarios. Por añadidura, las fortificaciones también estaban siendo reforzadas, pero el proceso de mejora no había concluido todavía cuando estalló la guerra.
El ejército danés de entonces estaba debilitado, mal adiestrado y no bien armado, pero un rápido reclutamiento permitió que en 1657 fue posible reunir un gran ejército. La Armada danesa era considerablemente más fuerte y disponía de cuarenta barcos. Los preparativos de la guerra fueron advertidos por los espías suecos, y para hacer frente a la amenaza, en Suecia se incrementó el reclutamiento de soldados.

## La guerra

### Dinamarca desata la contienda
Dinamarca declaró la guerra el 1 de junio de 1657, cuando recibió la noticia de la marcha a Polonia-Lituania de una ejército de socorro enviado por el nuevo emperador Leopoldo.
El 5 de junio de 1657 llegó la declaración de guerra danesa a Halmstad, y Per Brahe, drost de Suecia, reunió enseguida a todas las fuerzas militares del sur del país en Markaryd. El jefe militar danés en Escania, Christian Ulrik Gyldenløve, no aprovechó el tiempo para realizar un ataque rápido. En vez de ello, el primer acto de la guerra ocurrió al sur de Dinamarca: los nueve mil daneses del veterano Anders Bille se apoderaron de Bremen y su comarca, suecos por entonces, el 16 de junio. Mientras tanto, Per Brahe había reunido tres mil setecientos hombres en Markaryd y con ellos penetró en Escania y el 18 de junio ganó la batalla de Ängelholm. Después de ese encuentro, Brahe regresó a territorio sueco mientras los daneses se retiraban a Helsingborg.

### Marcha de Carlos Gustavo a Alemania y Jutlandia
Federico III calculaba que el rey Carlos X Gustavo regresaría a Suecia con su ejército desde Polonia por mar, y para impedirlo dispuso gran parte de su flota en Bornholm. El rey sueco, sin embargo, decidió seguir el mismo plan que Lennart Torstenson había utilizado en la guerra de 1643 y atacó Dinamarca desde el sur. Para cuando los daneses se apoderaron de Bremen, ya se había aprestado a abandonar Polonia-Lituania y a marchar contra Dinamarca a través de Alemania.
En muy corto tiempo, el rey marchó desde Polonia hasta la Pomerania Sueca con su ejército de entre cinco y siete mil hombres, pequeño, pero formado en gran parte por veteranos. En Pomerania reunió más tropas (trece mil en total) y desde ahí marchó hasta Hamburgo. Desde esta ciudad, el rey envió a Carl Gustav Wrangel con mil ochocientos hombres hacia Bremen. A pesar de su inferioridad numérica, el ejército sueco logró recuperar en poco tiempo la mayor parte de la región y los daneses registraron grandes pérdidas.
El 10 de agosto los suecos asaltaron y tomaron la fortaleza de Itzehoe, en Holstein, tras cuatro días de asedio, y los daneses se retiraron a la de Frederiksodde, en Jutlandia. Esta fortificación, una de las mejores de Dinamarca, contaba para su defensa con ocho mil setecientos hombres, más que todo el ejército de Carlos X Gustavo en Dinamarca. Este cruzó los ducados de Holstein y el sur de Jutlandia a principios de septiembre, sin que la ineficaz defensa danesa pudiese impedirlo. Los suecos pudieron controlar rápidamente la península de Jutlandia, cuya conquista completaron en noviembre, y los accesos por tierra a la fortaleza, pero los daneses conservaron el control de las rutas marítimas. Frederiksodde cayó a finales de octubre, tras dos meses de asedio.
La flota sueca, de modesta capacidad, contribuyó poco a la guerra. En las cercanías de la isla de Møn, los buques suecos y daneses se enfrascaron en una batalla que pretendía ser decisiva en la guerra, pero que no resultó en victoria clara para ningún bando y los suecos fracasaron en su propósito de controlar los estrechos daneses. El combate, en todo caso, privó a los suecos de los barcos necesarios para invadir luego las islas danesas trasladando el ejército desde el continente. Los restos de la Armada sueca quedaron bloqueados en el puerto de Wismar por la flota enemiga. La inferioridad naval impedía a los suecos no solo trasladar el ejército a las islas danesas, sino también llevar refuerzos desde Polonia a Halland.

### Combates en la península escandinava y conquista sueca de Jutlandia
Mientras Carlos X Gustavo de Suecia sometía Jutlandia, los daneses volvieron a atacar en la península escandinava. La campaña en Halland no iba según lo esperado por los daneses en el otoño de 1657. Más al norte de la península, por el contrario, los combates les estaban resultando más favorables: el ejército noruego avanzaba en Jämtland y Härjedalen y tomó las fortificaciones de Frøsø el 18 de noviembre. Las dos provincias quedaron en poder de Federico a final de año.
En Hjärtum, en la frontera entre Noruega y Suecia, los daneses se alzaron con una victoria el 27 de septiembre, y el 3 de octubre, Federico III venció a Gustav Otto Stenbock en Kattarp, en la provincia de Escania. Tras esta batalla, los suecos se retiraron de Halland.
Frederiksodde, moderna fortaleza que se creía casi inexpugnable y protegía el acceso al pequeño Belt desde el norte, cayó tras un asalto de apenas hora y media la mañana del 3 de noviembre. Era el último punto de resistencia danesa en Jutlandia y cayó tras dos meses de asedio. El general en jefe de los ejércitos daneses, Anders Bille, fue hecho prisionero y murió días después. La inferioridad sueca en el mar, sin embargo, impedía a Carlos Gustavo invadir las islas. Sin embargo, el invierno resultó ser inusualmente frío, y el grosor de los hielos le hizo pensar a Carlos Gustavo en la posibilidad de atravesar el mar caminando, evento que favoreció a los suecos, que carecían en realidad de transportes navales adecuados para trasladar el ejército a las islas. Los dos Belts se congelaron en febrero de 1658. El Pequeño Belt se había congelado completamente el 8 de febrero, y permitió el cruce de los diez mil soldados del ejército sueco y de su tren, camino de Fionia. La congelación de los estrechos impidió además que los daneses pudiesen emplear la flota para proteger las islas.

### Cruce de los estrechos congelados y marcha hacia Copenhague
Los daneses trataron de impedir el avance enemigo combatiendo sobre el hielo, pero fueron derrotados y se rindieron. Los daneses se apresuraron a tratar de defender improvisadamente Fionia, pero fueron vencidos; los suecos se apoderaron de la isla en pocos días. Dos escuadrones suecos se hundieron bajo el hielo durante el cruce del primer estrecho. Los suecos pasaron por Odense y Nyborg antes de encaminarse al sur de la isla.
Después de estudiar bien la situación y tras reconocer el Gran Belt el 14 de febrero, los ingenieros suecos, dirigidos por el responsable de intendencia Erik Dahlbergh, afirmaron que la capa de hielo soportaría el paso de la caballería y la artillería. Dahlberg sugirió que la mejor ruta para cruzar a Selandia era por el camino largo, a través de Lolland y Falster, donde el Gran Belt tiene su parte más estrecha, camino que efectivamente escogieron. El cruce comenzó la misma noche de 14 de febrero; el 16 los suecos estaban ya en Langeland, el 19 en la de Falster y el 21 alcanzaron Selandia. La inesperada llegada de los suecos causó pánico en la capital danesa y Federico III se apresuró a negociar la paz.

## Negociaciones de paz

El descalabro danés del Tratado de Roskilde (1658):
Suecia antes del tratado
Cesión definitiva de Halland a Suecia, que la ocupaba por treinta años en virtud del Tratado de Brömsebro (1645)
Escania, Blekinge y Bohuslän, cedidas a Suecia
Trøndelag y Bornholm, cedidas a Suecia en 1658 y recobradas por Dinamarca en 1660
Dinamarca-Noruega después del tratado

La paz se negoció en la localidad de Roskilde a unos treinta kilómetros al oeste de la capital danesa, entre el 1 —día en que se pactó el armisticio— y el 18 de marzo. En las negociaciones intervinieron diplomáticos franceses e ingleses; Carlos Gustavo abandonó sus planes de conquista, y se alcanzó un acuerdo preliminar en las cercanías de Copenhague, el Tratado de Taastrup, firmado el 18 de febrero, y finalmente el Tratado de Roskilde, celebrado el 26 de febrerojul./ 8 de marzo de 1658greg..
Las consecuencias fueron muy duras para Dinamarca y Noruega, que no sólo no lograron recuperar sus territorios perdidos en 1645, sino que fueron cercenadas con mayores pérdidas. Noruega perdió Bohuslän y fue dividida en dos al cederle a Suecia la provincia de Trondheim. Jämtland y Härjedalen quedaron en poder de Suecia. A Dinamarca se le arrebató Bornholm y toda la región de Escania, uno de sus territorios históricos originales, y Blekinge, quedando el país excluido de la península escandinava y perdiendo sus tierras más fértiles. Bornholm y Trondheim serían recuperados por Federico III en 1660. Dinamarca se comprometió además a pagar una onerosa indemnización bélica a Suecia, a aportar dos mil soldados al ejército sueco y a pagar a las tropas ocupantes hasta mayo de 1658. Además, debía colaborar con Suecia en impedir que flotas de otras potencias penetrasen en el mar Báltico. Por añadidura, los duques de Holstein-Gottorp dejaban de ser vasallos daneses.